# Khaled Ali

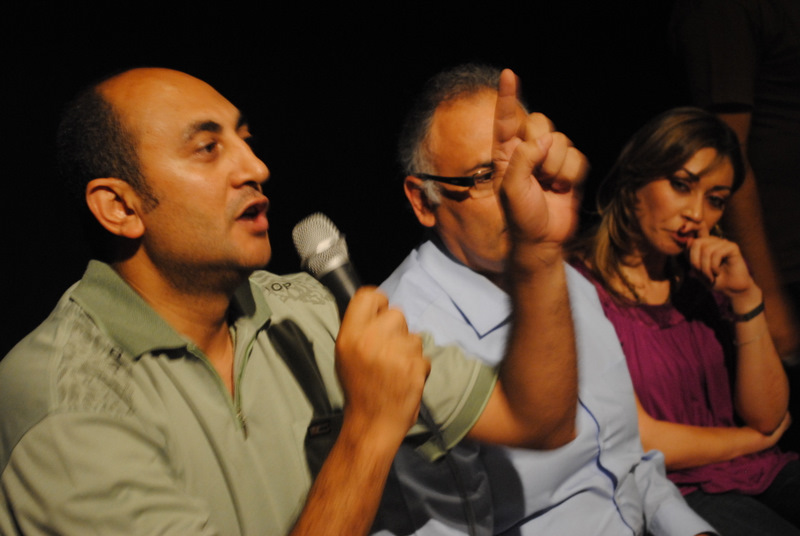
Khaled Ali (2011)

Khaled Ali (arabisch خالد علي, DMG Ḫālid ʿAlī; * 26. Februar 1972 in Mit Ghamr) ist ein ägyptischer Anwalt und politischer Aktivist.

## Leben
Khaled Ali hat sieben Geschwister, drei Schwestern und vier Brüder. Er ist der zweitälteste Sohn. Grund- und Mittelschule besuchte er in seinem Heimatdorf. 1990 nahm er sein Studium an der juristischen Fakultät der Universität von Zagazig auf und schloss es 1996 ab.
Khaled Ali wohnt in Kairo. Als Rechtsanwalt unterstützt er seit 1995 vor allem die Anliegen der Arbeiter und ist gegen die landesweite Korruption aktiv. 2009 gründete er das Ägyptische Zentrum für wirtschaftliche uns soziale Rechte (ECESR). Zudem ist er Gründungsmitglied und leitender Direktor des Anwaltszentrums Hisham Mubarak (HMLC).
Bei seiner Kandidatur für die Präsidentschaftswahl in Ägypten 2012 erhielt er mit 134.056 Stimmen einen Wähleranteil von 0,58 %. Ali ist bislang keiner Partei beigetreten.